# 漢卡薩爾米
62°23′20″N 26°26′10″E / 62.38889°N 26.43611°E

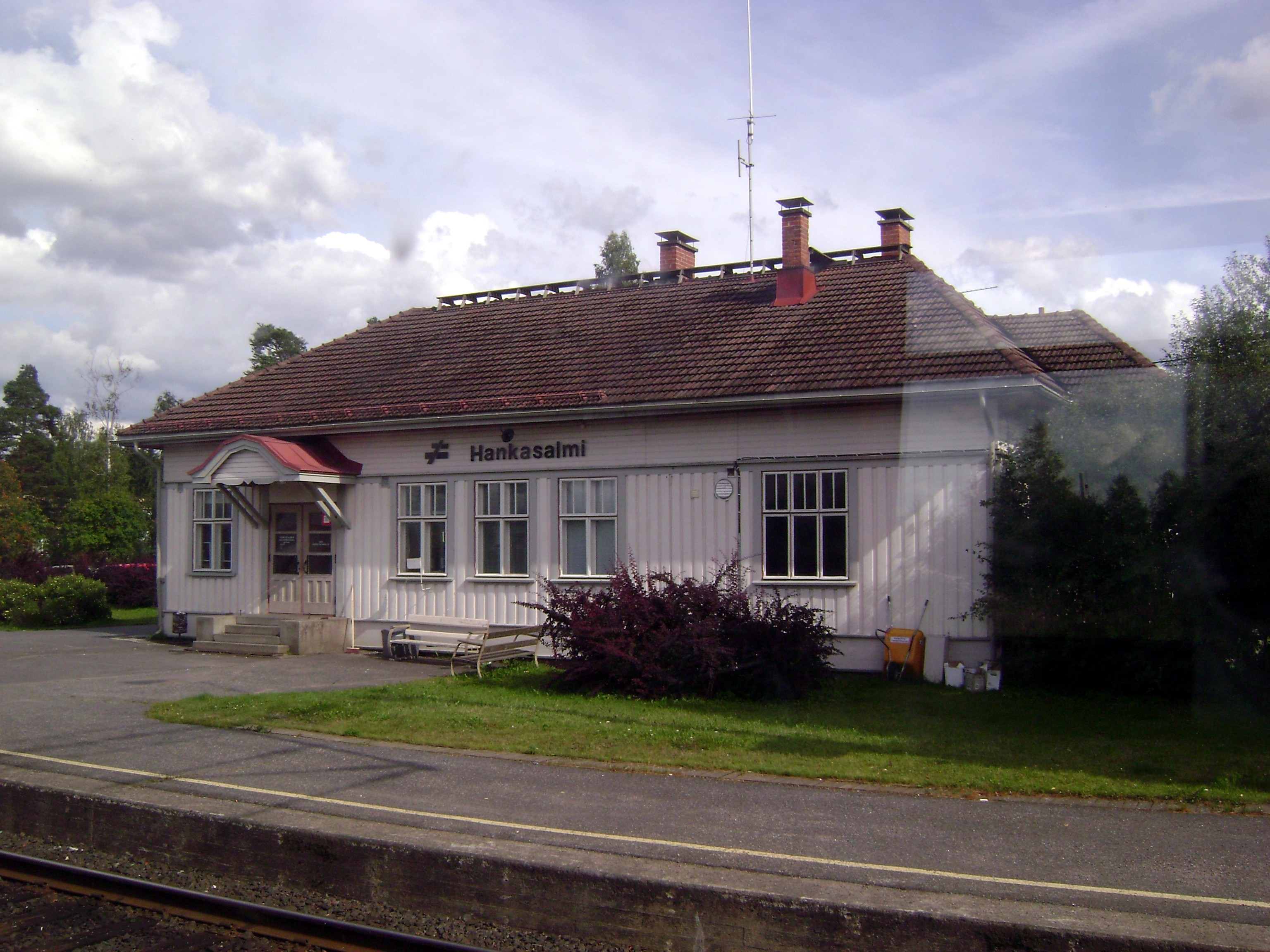

漢卡薩爾米是芬蘭的城鎮，位於該國中南部，由中芬蘭區負責管轄，處於于韋斯屈萊以東50公里，始建於1872年，面積688平方公里，2013年人口5,457，人口密度為每平方公里9.54人。

## 外部連結
- Municipality of Hankasalmi （页面存档备份，存于） – Official site